# Тарноволя
Тарноволя (пол. Tarnowola) — село в Польщі, у гміні Юзефув Білґорайського повіту Люблінського воєводства.
Населення — 120 осіб (2011).
У 1975-1998 роках село належало до Замойського воєводства.

## Демографія
Демографічна структура станом на 31 березня 2011 року:
|          | Загалом | Допрацездатний вік | Працездатний вік | Постпрацездатний вік |
| -------- | ------- | ------------------ | ---------------- | -------------------- |
| Чоловіки | 70      | 12                 | 50               | 8                    |
| Жінки    | 50      | 8                  | 32               | 10                   |
| Разом    | 120     | 20                 | 82               | 18                   |